# Ernie Morrison Sr.
Pour les articles homonymes, voir Morrison.
Ernie Morrison Sr. (né le 2 septembre 1892 à La Nouvelle-Orléans en Louisiane et mort le 10 mars 1971 à Canton en Ohio) est un acteur américain noir de la période du cinéma muet, et le père des acteurs Ernie Morrison (né en 1912) et Dorothy Morrison (née en 1919).

## Filmographie
- 1918 : Fatty bistro (Out West) de Roscoe Arbuckle
- 1919 : Beaucitron dans l'ascenseur
- 1920 : Un homme chic
- 1922 : A Quiet Street
- 1922 : Avec les pompiers (en) (Fire Fighters) de Robert F. McGowan et Tom McNamara (en)
- 1922 : Saturday Morning
- 1922 : Young Sherlocks
- 1923 : A Pleasant Journey
- 1923 : Dogs of War! (en) de Robert F. McGowan
- 1923 : Giants vs. Yanks
- 1923 : Lodge Night
- 1924 : Seein' Things
- 1925 : Circus Fever
- 1925 : Dog Days
- 1925 : The Love Bug
- 1926 : Soft Pedal